# Alumoklyuchevskite
La alumoklyuchevskite è un minerale.